# San Antonio Suchitepéquez
San Antonio Suchitepéquez est une ville du Guatemala dans le département de Suchitepéquez.